# 阿尔德吕
阿尔德吕（法語：Ardelu，法語發音：[aʁdəly]）是法国厄尔-卢瓦省的一个市镇，属于沙特尔区。

## 地理
阿尔德吕（48°21'11"N, 1°54'42"E）面积4.07 平方千米，位于法国中央-卢瓦尔河谷大区厄尔-卢瓦省，该省份为法国北部内陆省份，北起顺时针与厄尔省、伊夫林省、埃松省、卢瓦雷省、卢瓦-谢尔省、萨尔特省和奧恩省接壤。
与阿尔德吕接壤的市镇（或旧市镇、城区）包括：博德勒维尔、戈梅维尔。

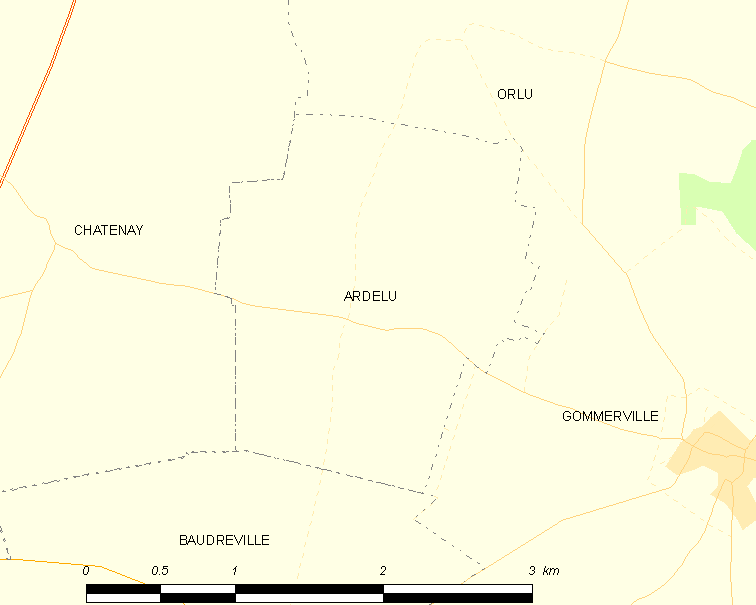
阿尔德吕的OSM定位图

阿尔德吕的时区为UTC+01:00、UTC+02:00（夏令时）。

## 行政
阿尔德吕的邮政编码为28700，INSEE市镇编码为28009。

## 政治
阿尔德吕所属的省级选区为欧诺县。

## 人口

1962-2008年间阿尔德吕人口变化图示

阿尔德吕于2022年1月1日时的人口数量为72人。